# 5月20日
5月20日是公历一年中的第140天（闰年第141天），离全年结束还有225天。

## 大事记

### 19世紀以前
- 325年：君士坦丁大帝在尼西亚召开第一次尼西亚公会议，确立《尼西亚信经》并谴责亚流教派。
- 685年：布魯德三世（英语：Bridei III）率領之皮克特蘭軍隊於鄧內克坦戰役（英语：Battle of Dun Nechtain）中擊敗諾森布里亞的艾格佛里斯（英语：Ecgfrith of Northumbria）率領之諾森布里亞王國軍隊。
- 1498年：葡萄牙探險家瓦斯科·達伽馬抵達蒙兀兒帝國科澤科德，開闢直接與遠東展開貿易的航道。
- 1570年：由亞伯拉罕·奧特柳斯編纂的《寰宇全圖》正式發行，被認為是史上第一部現代地圖集。
- 1609年：英國出版者托馬士·索爾普可能未經威廉·莎士比亞同意，便出版《莎士比亞十四行詩》。
- 1631年：马格德堡战役，天主教军队占领城市，屠杀了全城绝大多数居民并将城市几乎彻底毁灭。
- 1645年：扬州城破之日，在往后的十天里，清军对城内居民进行了大屠杀。死亡人数共达数十万以上（具体数据有争议），史称扬州十日。
- 1795年：無套褲漢於巴黎發起共和三年牧月1日革命（英语：Revolt of 1 Prairial Year III），成為雅各賓俱樂部及山嶽派最後的反撲。

### 19世紀
- 1862年：美国总统亚伯拉罕·林肯正式签署《公地放领法》生效，西部垦殖者可以获得160英亩土地。
- 1875年：法、俄、德等17個國家簽署《米制公約》。
- 1882年：德意志帝國、奧匈帝國和義大利王國結成三國同盟。
- 1891年：实验室发明的活动电影放映机第一次公开放映，国际妇女协会的成员观看了影片《迪克森问候》。
- 1900年：第二届奥林匹克运动会开幕。

### 20世紀
- 1902年：古巴共和國自駐古巴美國軍政府獨立，同日《1901年古巴憲法（英语：1901 Constitution of Cuba）》實施。
- 1917年：法國陸軍在第三次香檳戰役中戰勝德軍，但仍然無法掩飾尼維爾攻勢的失敗。
- 1921年：中华民国北京政府和德国谈判，签订《中德协约》，德国放弃通过中德《胶澳租界条约》等获得的一切权利。
- 1927年：中國國民黨決定於南京紅紙廊籌設中央黨務學校，負責北伐期間與軍政時期黨政幹部的教育訓練，並於當年5月20日正式通過蔣中正為校長，此日後來成為國立政治大學校慶之日。
- 1927年：《吉達條約》签署，英国在条约中承认阿卜杜勒-阿齐兹对后来合併成沙特阿拉伯的内志和汉志两王国的主权。
- 1927年：查爾斯·林白駕駛單翼飛機聖路易斯精神號自紐約市羅斯福飛行場（英语：Roosevelt Field (airport)）起飛並抵達巴黎市巴黎-勒布爾歇機場，成為人類首次單人不着陸橫跨大西洋。
- 1941年：第二次世界大戰：納粹德國入侵克里特島。
- 1947年：南京、上海、苏州、杭州学生六千余人在南京举行了“挽救教育危机联合大游行”，提出增加伙食费及全国教育经费等五项要求，遭到了国民党军警的镇压，造成有名的“五二〇運動”。
- 1948年：蔣中正赢得1948年中华民国总统选举，在南京宣誓就任中華民國行憲後第一任總統。
- 1949年：中華民國政府暨台灣省政府颁布的《台灣省戒嚴令》生效，后来该戒严令共持续38年之久。
- 1951年：毛泽东亲自为《人民日报》修改审定了社论《应当重视电影〈武训传〉的讨论》，随后电影《武训传》被批判，成为中华人民共和国成立后公认的第一部“禁片”。
- 1954年：蔣中正在臺北宣誓就任中華民國行憲後第二任總統。
- 1960年：修改《動員戡亂時期臨時條款》后，蔣中正在臺北宣誓就任中華民國行憲後第三任總統。
- 1970年：毛泽东发表《全世界人民团结起来，打败美国侵略者及其一切走狗！》的声明。
- 1972年：美國總統尼克遜歷史性出訪蘇聯——莫斯科峰會（英语：Moscow Summit (1972)）。
- 1978年：蒋经国就任中華民國行憲後第六任总统。
- 1980年：加拿大魁北克省公民投票反对独立。
- 1982年：尤德抵港覆新，接替麥理浩出任二十六任香港總督，他強調會保持香港繁榮。尤德在位四年多，1986年12月在任內逝世。
- 1983年：法國病毒學家呂克·蒙塔尼耶的團隊發現人類免疫缺乏病毒，但仍未知悉其與愛滋病的關聯。
- 1984年：蔣經國就任中華民國行憲後第七任总统。
- 1988年：臺灣发生520事件。
- 1989年：中華人民共和國國務院宣布自10時起於北京市部分地區實行戒嚴，并且从5个大军区中动员了至少30个师。
- 1989年：4萬名香港市民冒著八號風球參與全球華人大遊行，聲援八九民运。
- 1990年：李登辉在臺北宣誓就任中華民國行憲後第八任總統，台灣發生「520反對軍人組閣行動」；以「反對軍人組閣」為訴求的反軍人干政大遊行及靜坐活動。
- 1996年：李登辉在臺北宣誓就任中華民國行憲後第九任總統，他亦為第一位由人民直選的總統。
- 1997年：香港導演王家衛執導的《春光乍洩》在第五十屆法國奪得最佳導演獎。
- 2000年：陳水扁在臺北宣誓就任中華民國第十任總統，此次選舉為台灣正式實現第一次政黨輪替。他在就職演說中提出「四不一沒有」。包括在任內不會宣布台灣獨立，不會將兩國論寫入憲法和不會廢除國統綱領。

### 21世紀
- 2002年：联合国结束对聯合國東帝汶過渡行政當局的托管，东帝汶從印度尼西亞正式獨立，国名为东帝汶民主共和国，成為21世紀第一個新成立的主權國家。
- 2004年：陳水扁在臺北宣誓就任中華民國第十一任總統。
- 2006年：中国三峡水利枢纽工程的大坝主体工程竣工。
- 2008年：馬英九在臺北宣誓就任中華民國第十二任總統，實現第二次政黨輪替。
- 2010年：約翰·克雷格·凡特研究所（英语：J. Craig Venter Institute）科學家宣布成功將合成基因組移植到現有細胞中，創造了世界上第一個人工生命實驗室黴漿菌。
- 2011年：喬治亞成為首個認定俄羅斯帝國對高加索切爾卡斯亞切爾克斯人進行種族滅絕的國家。
- 2012年：马英九在臺北宣誓就任中華民國第十三任總統。
- 2012年：塞尔维亚进步党主席托米斯拉夫·尼科利奇在总统选举第二轮投票中获胜，当选为塞尔维亚总统。
- 2012年：切尔西足球俱乐部获得历史上首座欧洲冠军杯冠军。
- 2014年：锤子科技发布第一款智能手机Smartisan T1。
- 2016年：蔡英文在臺北宣誓就任中華民國第十四任總統，實現第三次政黨輪替，並為中華民國首位女性總統。
- 2019年：喜劇和真人秀演員弗拉迪米爾·澤倫斯基於最高拉達大樓烏克蘭總統就職典禮（英语：Ukrainian presidential inauguration）中宣誓就任第六任烏克蘭總統。
- 2020年：蔡英文在臺北宣誓就任中華民國第十五任總統。
- 2021年：法國憲法委員會廢止《全球安全法（英语：Global security law）》第24條，該條款將散佈可能暴露警察身份的圖像定為犯罪行為。
- 2021年：阿根廷最高法院裁定阿根廷共和國於1924年納帕爾皮地區（英语：Napalpí）對托巴人（英语：Toba people）進行之納帕爾皮大屠殺（英语：Napalpí massacre）為有罪。
- 2024年：賴清德在臺北宣誓就任中華民國第十六任總統。
- 2024年，中华人民共和国江西省贵溪市一名45岁的潘姓女犯中午在明德小学教学楼门口挥舞一把水果刀行凶，当场造成6人伤重倒地，其中两人经抢救无效死亡，其他4人经抢救目前无生命危险。另有6人在躲避袭击时遭轻微擦伤。

## 出生
- 1584年：約翰·皮姆，英格蘭政治人物（1643年逝世）
- 1743年：杜桑·盧維杜爾，海地將軍（1803年逝世）
- 1763年：約翰·貝施特，美國天主教牧師、耶穌會士（1842年逝世）
- 1799年：巴尔扎克，法國作家（1850年逝世）
- 1806年：約翰·斯圖爾特·密爾，英國思想家、經濟學家（1873年逝世）
- 1825年：喬治·菲利普斯·邦德，美國天文學家（1865年逝世）
- 1851年：山葉寅楠，日本商人、企業家，山葉企業創辦人（1916年逝世）
- 1883年：費薩爾一世，伊拉克國王（1933年逝世）
- 1897年：麦尔坎·努克斯，英國軍人、運動員、化学教師、化学家（1986年逝世）
- 1908年：詹姆斯·史都華，美國影星、美國空軍准將（1997年逝世）
- 1912年：歐文·查特威克，英國國教會牧師、基督宗教歷史學家、大學行政人員（2015年逝世）
- 1916年：內里奧·羅科，義大利職業足球運動員、教練（1979年逝世）
- 1921年：王浩，中國哲学家、数理逻辑学家（1995年逝世）
- 1928年：文夏，臺灣男歌手（2022年逝世）
- 1930年：李行，臺灣電影導演（2021年逝世）
- 1935年：弗拉基米爾·萊文斯坦，俄羅斯數學家（2017年逝世）
- 1935年：何塞·穆希卡，烏拉圭政治人物，第40任烏拉圭總統（2025年逝世）
- 1938年：斯廷·凱瑟，荷蘭女子競速滑冰運動員（2022年逝世）
- 1938年：吉奧拉·愛潑斯坦，以色列空軍上校（2025年逝世）
- 1940年：傑拉德·C·邦德，美國地質學家（2005年逝世）
- 1940年：王貞治，華裔日本職業棒球選手，前日本職棒福岡軟體銀行鷹隊總教練兼球團副社長、總經理
- 1940年：李奧納特·色斯金，美國理論物理學家
- 1941年：吴作棟，新加坡政治人物，第2任新加坡總理
- 1942年：卡羅斯·海斯卡克，美國海軍陸戰隊槍砲軍士、狙擊手（1999年逝世）
- 1944年：迪特里希·馬特希茨，奧地利商人，紅牛公司創辦人（2022年逝世）
- 1945年：安東·蔡林格，奧地利物理學家，2022年諾貝爾物理學獎得主
- 1946年：雪兒，美國女歌手
- 1947年：王文淵，台塑集團總裁
- 1948年：玄田哲章，日本男性聲優
- 1952年：華特·艾薩克森，美國作家、記者
- 1957年：野田佳彥，日本政治家
- 1959年：伊瑟瑞·卡玛卡威乌欧尔，夏威夷音樂家、歌手、作曲家（1997年逝世）
- 1959年：卡納馬特·博塔舍夫，退役俄羅斯空軍少將（2022年逝世）
- 1964年：黎燕珊，香港女演員
- 1964年：玄葉光一郎，日本政治家
- 1965年：咲野俊介，日本男性聲優
- 1967年：帕夫洛斯，希臘王子
- 1970年：河村隆一，日本男歌手、作曲家，樂團LUNA SEA主唱
- 1971年：光浦靖子，日本女藝人
- 1974年：周汶錡，香港女模特兒、主持人
- 1976年：里崎智也，日本職業棒球運動員、評論家
- 1978年：任啟邦，香港大埔區區議員，新民主同盟成員
- 1978年：永井大，日本男演員
- 1978年：麥可·弗拉納根，美國電影導演、製片人、編劇、剪輯師
- 1981年：陳乃榮，台灣男歌手
- 1981年：峰健一，日本男性聲優
- 1981年：伊克爾·卡西利亞斯，西班牙足球俱乐部皇家马德里守門員
- 1982年：班傑，台灣男演員、模特兒
- 1982年：佩特·切赫，英格蘭職業足球運動員
- 1984年：高鈞賢，香港男演員
- 1984年：水菜麗，日本AV女優
- 1986年：白若溪，中國女歌手
- 1986年：姜玲玲，中國女子跆拳道運動員
- 1986年：倪安東，台灣男歌手
- 1987年：郭亞棠，台灣女演員
- 1987年：李河汩，韓國男演員
- 1990年：陳嘉倩，香港記者、主播
- 1992年：野村江利也，日本男演員
- 1992年：凯特·坎贝尔，澳大利亞女子游泳運動員
- 1992年：埃內斯·坎特，無國籍職業籃球運動員
- 1996年：陳宇鎮，中國Youtuber
- 1997年：三笘薰，日本職業足球運動員
- 1998年：周也，中國女演員
- 1998年：劉浩存，中國女演員
- 1999年：王琳凱，中國男子偶像團體NINE PERCENT成員
- 2000年：北野未奈，日本AV女優
- 2000年：野田紗月，日本女子射箭運動員
- 2001年：後藤萌咲，日本女子偶像團體AKB48成員
- 2002年：崔妮蒂·羅德曼，美國職業足球運動員
- 2003年：全敏書，韓國女演員
- 2004年：杢代和人，日本男演員、歌手
- 2004年：Ricky，韓國男子偶像團體ZB1成員

## 逝世
- 1506年：克里斯托弗·哥伦布，西班牙航海家（1451年出生）
- 1550年：足利義晴，日本室町幕府第12代征夷大將軍（1511年出生）
- 1645年：史可法，中國明末政治家，軍事家，漢族民族英雄（1601年出生）
- 1648年：瓦迪斯瓦夫四世，波蘭國王（1595年出生）
- 1834年：，法國將軍，政治活動家（1757年出生）
- 1880年：安娜·內里，巴西護士（1814年出生）
- 1896年：克拉拉·舒曼，德國鋼琴家，作曲家羅伯特·舒曼之妻（1819年出生）
- 1947年：菲利普·莱纳德，德国物理学家，1905年诺贝尔物理学奖得主（1862年出生）
- 1959年：阿爾弗雷德·舒茨，奧地利裔美國哲學家、社會學家、現象學家（1899年出生）
- 1964年：魯迪·路易斯，美國節奏藍調歌手，漂流者組合領唱（1936年出生）
- 1973年：常乾坤，中国航空专家（1904年出生）
- 1975年：芭芭拉·赫普沃斯，英國現代主義藝術家、雕塑家（1903年出生）
- 1981年：陆学善，中国物理学家（1905年出生）
- 1986年：海倫·陶西格，美國心臟病學家（1898年出生）
- 1987年：马思聪，中国作曲家、小提琴家（1912年出生）
- 1989年：約翰·希克斯，英國經濟學家，1972年諾貝爾經濟學獎得主（1904年出生）
- 1994年：甘霖，法國人，天主教方濟會修士（1905年出生）
- 2002年：史蒂芬·古爾德，美國古生物學家、演化生物學家與科學史學家、科普作家（1941年出生）
- 2007年：史丹利·米勒，美國化學家和生物學家（1930年出生）
- 2008年：于爾根·埃勒斯，德國物理學家（1929年出生）
- 2012年：尤金·波利，美國電子工程師與發明家，電視遙控器之父（1915年出生）
- 2012年：罗宾·吉布，英国歌手、摇滚乐队比吉斯主唱（1949年出生）
- 2013年：羅弼時，英國殖民地官員、法官，香港首席按察司（1923年出生）
- 2013年：李小石，台灣登山家（1955年出生）
- 2010年：沃爾特·魯丁，奧地利裔美國數學家（1921年出生）
- 2011年：蘭迪·沙瓦吉，美國職業摔角選手、播報員（1952年出生）
- 2021年：夏德昭，中國眼科專家（1918年出生）
- 2024年：卡爾-海恩茲·舒萊寧加，德國職業足球運動員（1939年出生）
- 2025年：近藤峰，日本超級人瑞（1910年出生）
- 2025年：陳德良，越南政治人物，第3任越南社會主義共和國主席（1937年出生）
- 2025年：尼諾·本韋努蒂，義大利男子拳擊運動員（1938年出生）
- 2025年：賈揚特·納利卡，印度天體物理學家（1938年出生）

## 节假日和习俗
- 世界蜜蜂日
- 世界计量日
- 世界僵直性脊椎炎日
- 歐洲海事日（英语：European Maritime Day）
- 网络情人节，這是因為在聲母/n/和/l/不分的漢語語言裡520與「我爱你」諧音，不過大部份漢語能分清/n/和/l/（北京官話和粵語等），這種諧音則極為勉強。[1]520在粤语更有幾個不吉利的諧音，包括“唔爱你”（=不愛你）[2][3][4]、“唔要你”（=不要你）[5]、“唔易拎”（=拎起來不容易）。[6][4]
- 中華民國：1948年後，行憲後的總統就職典禮定於5月20日[7]，简称520总统就职典礼[8]
- 喀麦隆：國慶日
- 古巴：獨立日
- 印度尼西亞：民族覺醒日
- 柬埔寨：國家追悼日
- 东帝汶：獨立日
- 葡萄牙：海軍節
- 波多黎各：教師節